# Петрова, Ксения Семёновна
Ксения Семёновна Петрова (1892—1942) — эрзянская писательница, драматург, поэтесса, педагог.

## Биография
Ксения Семеновна Петрова родилась в 1892 году в городе Бугуруслан Самарской губернии в семье безземельного батрака. 
В школе ей удалось проучиться всего три месяца. Грамоту освоила самостоятельно. 
В 1919 году экстерном сдала экзамен на звание учительницы, преподавала в школе, активно участвовала в ликвидации неграмотности среди взрослых. 
В годы Гражданской войны сражалась против белогвардейцев и чехословацких мятежников в Бугурусланском уезде. Была тяжело ранена.
В 1920 году — заведующая Бугурусланским уездным отделом народного образования. 
В 1921 году ведет культурно-просветительную работу в Москве в Мордовской секции Главполитпросвета и одновременно является инструктором в Наркомате национальностей. 
В 1923 году по возвращении в Самарскую губернию работает заведующей семилетней школой в селе Бинарадка Старо-Буянской волости. 
С 1926 по 1932 год — преподаватель родного языка Мало-Толкайского педагогического техникума. В эти годы она была бессменным руководителем драмкружка и студенческого самодеятельного театра. 
Бугурусланский уезд издавна был одним из важных центров формирования эрзянской национальной культуры и литературы. Отсюда в литературу пришла большая группа поэтов, учёных, писателей — П. С. Кириллов, Т. А. Раптанов, В. К. Радаев, А. Моро, А. М. Лукьянов и др., в том числе известные эрзянские поэты и сказители А. С. Журавлёв, К. Г. Батраев, И. П. Новокаев, Е. П. Бузуев, Я. В. Губернский, И. П. Верховцев, С. М. Люлякина.
Становлению многих молодых эрзянских поэтов, писателей и деятелей культуры Мордовии, той поры, причастна педагогическая и подвижнеческая деятельность Ксении Петровой.
В 1932 году переехала в Саранск, преподавала родной язык и литературу в Комвузе и совпартшколе, вела научно-исследовательскую работу. 
С 1936 по 1942 год — учительница в селе Старые Сосны Клявлинского района Куйбышевской области. 
Литературную деятельность начала со стихов и одноактных пьес (1926). 
Умерла в 1942 году, похоронена в селе Старые Сосны Клявлинского района Куйбышевской (Самарской) области.

## Труды
В 1926 году в газете «Якстере теште» («Красная звезда») было опубликовано стихотворение «Оля» («Воля»). В последующие годы стихи публиковались в журнале «Сятко». В 1932 году в этом журнале вышла поэма «Гайги вирь» («Звенящий лес»). 

Поэтические произведения отличались актуальностью и злободневностью тематики, но они были недостаточно совершенны в художественном отношении, поэтому не оставили яркого следа в мордовской поэзии 20 — 30-х годов. 

Истинным призванием Петровой была драматургия. Из многочисленных агитационных пьес наибольшую художественную ценность представляет одноактная драма «1921-й год», повествующая о трудностях строительства новой жизни в Поволжье, о разрухе и голоде. 

В 1933 году в журнале «Сятко» была напечатана пьеса «Кода сынь глушасть» («Как они глумились»), посвященная участию мордовского населения в революции 1905—1907 годов. Именно с неё начался новый период в творчестве, характеризующийся интересом к большим социальным проблемам. В сюжетную основу драмы «Кизэнь ве» («Летняя ночь», 1933) положены события Гражданской войны в Самарской губернии.
Драматическое дарование с наибольшей силой раскрылось в пьесе «Ташто койсэ» («По старинке», 1932). По своему жанру она относится к социально-бытовой драме, где автор вскрывает глубокий социальный смысл тех конфликтов, которые были свойственны дореволюционной России.

## Достижения
По грамматике эрзянского языка, написанной Ксенией Петровой, не один год велось обучение в эрзянских школах. 

Член Союза писателей с 1938 года.